# Kaustajärvi
Kaustajärvi är en sjö vid finsk-ryska gränsen. Den finländska delen ligger i kommunen Tohmajärvi i landskapet Norra Karelen i Finland. Sjön ligger 106 meter över havet. Den är 8,9 meter djup. Arean är 1,65 kvadratkilometer och strandlinjen är 14,89 kilometer lång. Sjön  ingår i Jänisjokis huvudavrinningsområde.   Den ligger omkring 63 kilometer sydöst om Joensuu och omkring 390 kilometer nordöst om Helsingfors. 
I sjön finns ön Lammassaari. 